# Glena arcana
Glena arcana là một loài bướm đêm trong họ Geometridae.